# USS Hoe (SS-258)
USS Hoe (SS-258) là một tàu ngầm lớp Gato từng phục vụ cùng Hải quân Hoa Kỳ trong Chiến tranh Thế giới thứ hai. Nó là chiếc tàu chiến duy nhất của Hải quân Hoa Kỳ được đặt cái tên này, theo tên một loài cá mập thuộc bộ Cá nhám góc. Nó đã phục vụ trong suốt Thế chiến II, thực hiện tổng cộng tám chuyến tuần tra, đánh chìm ba tàu Nhật Bản bao gồm một tàu frigate với tổng tải trọng 13.999 tấn.
Được cho ngừng hoạt động sau khi xung đột chấm dứt vào năm 1946, nó được huy động trở lại trong thành phần dự bị để hoạt động như một tàu huấn luyện, và cuối cùng bị bán để tháo dỡ vào năm 1960. Hoe được tặng thưởng bảy Ngôi sao Chiến trận do thành tích phục vụ trong Thế Chiến II.

## Thiết kế và chế tạo
Lớp tàu ngầm Gato được thiết kế cho mục đích một tàu ngầm hạm đội nhằm có tốc độ trên mặt nước cao, tầm hoạt động xa và vũ khí mạnh để tháp tùng hạm đội chiến trận. Con tàu dài 311 ft 9 in (95,02 m) và có trọng lượng choán nước 1.525 tấn Anh (1.549 t) khi nổi và 2.424 tấn Anh (2.463 t) khi lặn. Chúng trang bị động cơ diesel dẫn động máy phát điện để cung cấp điện năng cho bốn động cơ điện, đạt được công suất 5.400 shp (4.000 kW) khi nổi và 2.740 shp (2.040 kW) khi lặn, cho phép đạt tốc độ tối đa 21 hải lý trên giờ (39 km/h) và 9 hải lý trên giờ (17 km/h) tương ứng. Tầm xa hoạt động là 11.000 hải lý (20.000 km) khi đi trên mặt nước ở tốc độ 10 hải lý trên giờ (19 km/h) và có thể hoạt động kéo dài đến 75 ngày và lặn được sâu tối đa 300 ft (90 m).
Lớp tàu ngầm Gato được trang bị mười ống phóng ngư lôi 21 in (530 mm), gồm sáu ống trước mũi và bốn ống phía phía đuôi tàu, chúng mang theo tối đa 24 quả ngư lôi. Vũ khí trên boong tàu gồm một hải pháo 3 inch/50 caliber, và thường được tăng cường một khẩu pháo phòng không Bofors 40 mm nòng đơn và một khẩu đội Oerlikon 20 mm nòng đôi, kèm theo súng máy .50 caliber và .30 caliber. Tiện nghi cho thủy thủ đoàn bao gồm điều hòa không khí, thực phẩm trữ lạnh, máy lọc nước, máy giặt và giường ngủ cho hầu hết mọi người, giúp họ chịu đựng cái nóng nhiệt đới tại Thái Bình Dương cùng những chuyến tuần tra kéo dài đến hai tháng rưỡi.
Hoe được đặt lườn tại xưởng tàu của hãng Electric Boat Company ở Groton, Connecticut vào ngày 2 tháng 1, 1942. Nó được hạ thủy vào ngày 17 tháng 9, 1942, được đỡ đầu bởi cô Helen Hess, và được cho nhập biên chế cùng Hải quân Hoa Kỳ vào ngày 16 tháng 12, 1942 dưới quyền chỉ huy của Hạm trưởng, Trung tá Hải quân Victor Beucler McCrea.

## Lịch sử hoạt động

### 1943
Sau khi hoàn tất việc chạy thử máy huấn luyện tại các vùng biển ngoài khơi New London, Connecticut và Newport, Rhode Island, Hoe chuẩn bị để được điều động sang khu vực Mặt trận Thái Bình Dương. Nó khởi hành từ Căn cứ Tàu ngầm Hải quân New London vào ngày 19 tháng 4, 1943, băng qua kênh đào Panama và đi đến Trân Châu Cảng vào ngày 15 tháng 5.

#### Chuyến tuần tra thứ nhất và thứ hai
Trong chuyến tuần tra thứ nhất từ ngày 27 tháng 5 đến ngày 11 tháng 7, Hoe hoạt động tại khu vực và đã gây hư hại cho hai tàu buôn. Nó rút lui về Trân Châu Cảng sau khi ghé qua Ulithi và Midway.
Lên đường vào ngày 21 tháng 8 cho chuyến tuần tra thứ hai tại khu vực phía Tây Truk, Hoe gặp trục trặc động cơ, gây hư hại cho một tàu chở dầu và chịu đựng đợt tấn công bằng mìn sâu của đối phương ngay sau đó. Nó tiếp tục nhiệm vụ tìm kiếm và giải cứu phi công bị bắn rơi chung quanh đảo Wake trong các ngày 8 và 9 tháng 10 trước khi quay trở về Trân Châu Cảng vào ngày 18 tháng 10.

### 1944

#### Chuyến tuần tra thứ ba
Sau khi được sửa chữa, Hoe lên đường vào ngày 26 tháng 1, 1944 cho chuyến tuần tra thứ ba tại khu vực giữa Mindanao và Halmahera. Nó tấn công một đoàn tàu vận tải vào ngày 16 tháng 2, gây hư hại cho một tàu hộ tống; rồi bắt gập một đoàn tàu vận tải khác vào ngày 25 tháng 2, và trong hai lượt tấn công riêng biệt đã đánh chìm tàu chở dầu Nissho Maru (10.526 tấn). Nó kết thúc chuyến tuần tra khi quay trở về căn cứ Fremantle, Australia vào ngày 5 tháng 3 để tái trang bị và huấn luyện.

#### Chuyến tuần tra thứ tư và thứ năm
Xuất phát từ cho chuyến tuần tra thứ tư vào ngày 4 tháng 4, Hoe hoạt động tại khu vực biển Đông, tuyến đường vận chuyển tiếp liệu huyết mạch của Nhật Bản. Nó tấn công một đoàn tàu vận tải vào ngày 8 tháng 5, nhưng không trúng mục tiêu nào. Hai đợt tấn công khác vào các ngày 17 và 19 tháng 5 đã gây hư hại cho nhiều tàu buôn, và cũng bị đáp trả bởi những đợt phản công bằng mìn sâu từ tàu hộ tống đối phương. Nó quay trở về Fremantle để kết thúc chuyến tuần tra vào ngày 2 tháng 6. Chuyến tuần tra thứ năm tại cùng khu vực này, được chiếc tàu ngầm thực hiện từ ngày 29 tháng 6 đến ngày 23 tháng 8, cũng không đem lại kết quả.

#### Chuyến tuần tra thứ sáu
Trong chuyến tuần tra thứ sáu từ ngày 15 tháng 9 đến ngày 22 tháng 10, Hoe dẫn đầu một đội tấn công phối hợp "Bầy sói" vốn bao gồm các tàu ngầm Aspro (SS-309) và Cabrilla (SS-288). Đội tác chiến đã hoạt động tại khu vực về phía Tây Nam vịnh Lingayen, gây tổn thất cho khoảng 38.000 tấn tải trọng tàu buôn đối phương trong năm đợt tấn công vào ban đêm. Bản thân Hoe đã đánh chìm tàu chở hành khách Kohoko Maru (2.573 tấn) vào ngày 8 tháng 10, và kết thúc chuyến tuần tra khi quay trở về Fremantle.

#### Chuyến tuần tra thứ bảy
Chuyến tuần tra thứ bảy từ ngày 23 tháng 11, 1944 đến ngày 3 tháng 1, 1945 tiếp tục không đem lại kết quả, cho dù Hoe hoạt động trong thành phần một đội tấn công "Bầy sói" khác bao gồm các tàu ngầm Flasher (SS-249) và Becuna (SS-319).

### 1945

#### Chuyến tuần tra thứ tám
Trong chuyến tuần tra thứ tám, cũng là chuyến cuối cùng, từ ngày 8 tháng 2, 1945, Hoe quay trở lại hoạt động tại khu vực biển Đông, nhưng giờ đây hầu như đã vắng bóng tàu bè đối phương. Vào ngày 25 tháng 2, nó gặp một tai nạn hy hữu ngoài khơi bờ biển Đông Dương thuộc Pháp khi va chạm với tàu ngầm chị em Flounder (SS-251) khi đang lặn ở độ sâu 60 ft (18 m), và bị hư hại nhẹ. Hai ngày sau đó, nó phát hiện một tàu chở dầu được một tàu hộ tống bảo vệ và đã tấn công đánh chìm tàu hộ tống Shōnan (ước lượng khoảng 900 tấn). Nó kết thúc chuyến tuần tra khi quay trở về Trân Châu Cảng vào ngày 6 tháng 3, và tiếp tục đi về vùng bờ Tây để sửa chữa.
Hoàn tất công việc trong xưởng tàu, Hoe lên đường vào ngày 5 tháng 7 để quay trở lại khu vực Tây Thái Bình Dương, và vừa đi đến Apra Harbor, Guam khi Nhật Bản chấp nhận đầu hàng vào ngày 15 tháng 8, giúp chấm dứt vĩnh viễn cuộc xung đột. Nó lên đường vài ngày sau đó để quay trở về vùng bờ Đông, đi ngang qua Trân Châu Cảng và kênh đào Panama và đi đến thành phố New York vào ngày 29 tháng 9.

### 1956 - 1960
Hoe được cho xuất biên chế tại New London, Connecticut vào ngày 7 tháng 8, 1946, và được đưa về Hạm đội Dự bị Đại Tây Dương. Vào tháng 9, 1956, con tàu được chuyển cho Quân khu Hải quân 3 để phục vụ như tàu huấn luyện cho Hải quân Dự bị Hoa Kỳ. Tên nó được cho rút khỏi danh sách Đăng bạ Hải quân vào ngày 1 tháng 5, 1960, và con tàu bị bán cho hãng Laneett Inc. tại Boston, Massachusetts để tháo dỡ vào ngày 23 tháng 8, 1960.

## Phần thưởng
Hoe được tặng thưởng bảy Ngôi sao Chiến trận do thành tích phục vụ trong Thế Chiến II. Nó được ghi công đã đánh chìm ba tàu Nhật Bản bao gồm một tàu frigate với tổng tải trọng 13.999 tấn.
|  |                                         |  |
|  | Silver star · Bronze star · Bronze star |  |

| Dãi băng Hoạt động Tác chiến  |                                                                         |                                      |
| Huân chương Chiến dịch Hoa Kỳ | Huân chương Chiến dịch Châu Á-Thái Bình Dương với 7 Ngôi sao Chiến trận | Huân chương Chiến thắng Thế Chiến II |